# Pilone Centrale del Frêney
Il Pilone Centrale del Frêney è un pilastro granitico che dal ghiacciaio del Frêney sale quasi sino alla vetta del Monte Bianco di Courmayeur.

## Tragedia del 1961
Nel mese di luglio del 1961, viene formata una spedizione italofrancese, composta da sette alpinisti, per conquistarne la cima. Gli alpinisti, 4 francesi e 3 italiani, si ritrovarono casualmente al bivacco della Fourche e decisero di formare un'unica cordata per la conquista dell'inviolato Pilone Centrale dal versante del Frêney. Tutto procedette bene fino a un'ottantina di metri dalla sommità, prima di un ultimo difficile tratto, quando il maltempo si scatenò all'improvviso. Confidando in un miglioramento, il gruppo bivaccò in parete per tre notti sotto la tempesta decidendo infine di intraprendere la complicata discesa. Dei sette uomini sfiniti, quattro moriranno, uno ad uno, durante la discesa successiva lungo il Ghiacciaio del  Frêney e presso il Colle dell'Innominata verso la Capanna Gamba (oggi sostituita dal Rifugio Monzino). Si salvarono il francese Pierre Mazeaud e gli italiani Roberto Gallieni e Walter Bonatti.
Lo stesso anno il pilastro fu infine salito da una cordata anglo-polacca (Chris Bonington con Don Whillans, Jan Clough ed il polacco Jan Duglosz) seguita a breve distanza dal team franco-italiano composto da  René Desmaison, Pierre Julien, Yves Pollet-Villard e Ignazio Piussi.